# Phasing
Le phasing (en français déphasage) est un procédé de composition inventé par les compositeurs et Steve Reich dans les années 1960. Lié au courant de la musique minimaliste, le phasing a surtout été utilisé par Steve Reich au cours des années 1960 et 1970. Le terme a été inventé par Steve Reich, par analogie avec la notion de déphasage présente en physique entre deux ondes ou en traitement du signal entre deux signaux périodiques.
Steve Reich note lui-même que le déphasage est un cas particulier de la forme classique du canon.

## Historique
L'origine de la musique de phase remonte au travail des compositeurs minimalistes sur les répétitions et l'usage de bandes magnétiques. Dès 1963, Reich utilise des magnétophones, mais c'est la participation à la création d'In C, (pièce basée sur les gamelans et ne comportant aucun phasing) de Terry Riley en 1964, qui constitue à cette époque sa plus grande influence musicale.
C'est certainement Terry Riley qui a utilisé la notion de déphasage entre deux bandes magnétiques le premier, à travers ses expérimentations sur les bandes magnétiques, notamment en France à la maison de la radio et l'ORTF. Riley appelle cette technique le décalage temporel, mais reconnait que la contribution de Steve Reich a été de mettre au clair les nombreuses techniques qu'il utilisait par expérimentation, et d'en tirer une méthode, appliquée rigoureusement.
Steve Reich (re)-découvre le phasing par hasard en 1965, lors de la composition d'une œuvre pour bande magnétique, It's Gonna Rain (1965). Le compositeur disposait de l'enregistrement d'un discours sur deux magnétophones Wollensak de mauvaise qualité. Son idée première était d'utiliser les magnétophones pour répéter la même portion de son avec un décalage temporel entre les deux parties, soit la technique classique du canon. Un dysfonctionnement des magnétophones fit que les deux machines démarrèrent en même temps (à l'unisson), mais perdirent peu à peu leur synchronisme créant un déphasage graduel entre les deux voix. Reich trouva le rendu nettement plus intéressant et explora le procédé avec It's Gonna Rain en 1965 et Come Out en 1966.
Reich explora ensuite le procédé de déphasage avec des instruments, tout d'abord avec bande magnétique et un instrumentiste Reed Phase (1966), puis pour deux instrumentistes Piano Phase (1967) ou simplement deux interprètes tapant des mains dans Clapping Music (1972).

## Principe
Le phasing se construit à partir d'un court motif musical répété indéfiniment. Chaque musicien (ou magnétophone) répète ce motif en boucle, mais avec un décalage temporel entre les voix, décalage qui augmente et diminue au cours de la pièce. Il existe plusieurs manières de réaliser ce décalage, et donc le phasing. 
Historiquement, la première méthode utilisée avec les bandes magnétiques est de faire jouer une phrase musicale par deux magnétophones, dans un tempo régulier mais non identique. Ainsi, les notes jouées par les deux magnétophones se décalent graduellement, l'un des deux magnétophones ralentissant et quittant ainsi l'unisson. Le premier effet entendu est d'abord un léger écho lorsqu'un des magnétophones joue immédiatement après l'autre. Puis les sons se dédoublent nettement, chaque note étant entendue deux fois, produisant alors un effet complexe. Par la suite, on retrouve l'effet d'écho et enfin le retour à l'unisson. Les tempos des deux instruments sont presque identiques, de sorte que les deux motifs sont perçus comme étant dans le même tempo : les motifs se décalent graduellement.
Pour les instrumentistes, l'exécution du phasing peut être extrêmement difficile d'un point de vue technique. Il s'est révélé bien plus facile que pendant que l'un des musiciens adopte un tempo constant, l'autre passe par des périodes d'accélération momentanées, parfois appelées « transitions floues ». Ces transitions sont notées sur la partition par des pointillés, pour indiquer d'accélérer le tempo jusqu'à obtenir le déphasage désiré, puis revenir au tempo initial. En général, le nombre de répétitions du motif de base entre deux transitions est laissé libre, au choix des instrumentistes. Le déphasage n'est en revanche jamais réalisé par ralentissement d'un tempo sur celui de base.
Dans certains cas, le déphasage est réalisé en insérant périodiquement une note supplémentaire dans la phrase musicale qu'interprète un des deux joueurs. Le changement de phase peut aussi être provoqué instantanément, plutôt que progressivement, comme dans la composition Clapping Music.
Le déphasage produit un cycle, c'est-à-dire qu'au bout d'un certain temps (pour le déphasage graduel) ou d'un certain nombre de transitions (pour le déphasage par transitions floues), les voix reviennent à leur position de départ, c'est-à-dire en phase (à l'unisson). La complétion d'un cycle est en général l'occasion de changer le motif de base, et de recommencer alors un nouveau cycle, ou signifie alors la fin de la pièce. 
En fonction du motif de base, le déphasage peut produire un effet de symétrie. Au milieu du cycle, lorsque les voix sont en opposition de phase, les voix s'échangent les rôles, tout en produisant un résultat sonore identique à la première partie du cycle.
Steve Reich a fait remarquer à plusieurs reprises que ce procédé est entièrement déterministe : il n'y a pas d'aléatoire ou d'improvisation.

## Prolongements
L'exécution de différents motifs répétés dans le même tempo mais de différentes longueurs, comme dans la musique de Philip Glass et d'autres, n'est pas du phasing mais est considéré comme de la polymétrie.

### Musique populaire
Le morceau Convergence de Jonny Greenwood, extrait de la bande originale du film There Will Be Blood de Paul Thomas Anderson (2007), est entièrement construit sur un phasing.

### Danse
La chorégraphe belge Anne Teresa De Keersmaeker utilisa et illustra visuellement ce procédé pour l'écriture du ballet Fase qui constitue l'une de ses œuvres fondatrices composée en 1982 sur les partitions séminales de la technique de phasing que sont Piano Phase, Violin Phase, Come Out et Clapping Music de Steve Reich. Sur ce ballet, dont le titre renvoie à la technique, elle transpose les principes de phasage et déphasage aux mouvements des danseurs qui suivent et donnent à voir les processus d'accélération d'une voix par le truchement de l'accélération du mouvement de l'une des danseuses par rapport à celui, identique, de sa partenaire jusqu'au retour à l'unisson.